# Lucy Gwanmesia
Lucy Gwanmesia, née Doh Lucy Nahgua le 26 novembre 1941 à Buéa (Cameroun britannique) et morte le 4 juin 2019 à Yaoundé, est une magistrate et femme d'État camerounaise. 

## Biographie
Lucy Gwanmesia est née le 26 novembre 1941 à Buéa, dans le département du Fako, dans la région du Sud-Ouest du Cameroun, de parents originaires de Bali, dans la région du Nord-Ouest du Cameroun. Diplômée en magistrature à l'École nationale d'administration et de magistrature en 1970, elle obtient un certificat de fin de stage sur la rédaction de textes juridiques et le droit international à l'Institute of Advanced and Legal Studies, Université de Londres en 1987. Cinq ans plus tard en 1992, elle est titulaire d'un certificat de stage en droits de l'homme de l'Université de Strasbourg en France. Lucy Gwanmesia est mère de cinq enfants.
Elle décède le 4 juin 2019 à Yaoundé à l'âge 77 ans des suites d'une longue maladie,.

## Carrière
Tout au long de sa carrière, elle occupe plusieurs postes de responsabilité dans l’appareil judiciaire camerounais mais aussi dans d’autres pays. Elle est tour à tour Vice-Présidente de la Cour d'appel du Sud-Ouest à Buéa, Directrice adjointe du contrôle des professions judiciaires au Ministère de la justice, Conseillère à la Cour suprême à partir en 1988. 
Du 26 décembre 1989 à 1994, elle est nommée membre suppléant du Conseil supérieur de la magistrature. Du 7 décembre 1997 au 27 avril 2001, elle occupe le poste de Ministre déléguée à la Présidence chargée du Contrôle Supérieur de l'État,,. Elle fait 4 ans à ce poste dans le gouvernement du Premier Ministre Peter Mafany Musonge.